# Tiphaine Raguenel
Tiphaine Raguenel, född 1335, död 1373, var en bretonsk astrolog. Hon var från 1363 gift med riddaren Bertrand du Guesclin, och känd för sina förutsägelser om utgången av många av de slag han deltog i, främst hans seger över Thomas Becket. Hon beskrevs som högt bildad i astrologi, som under denna tid betraktades som en framstående vetenskap. 